# Храм Шаолин (филм из 1982)
Храм Шаолин је први филм у којем је глумио Џет Ли. Филм је снимљен 1982. године, када је Џет Ли имао свега 17 година. 

## Радња
Радња је смештена у средњовековној Кини, у период кад се династија Суи распала, а Кина нашла подељена између локалних похлепних феудалаца, од којих је најгори Ванг Ши Чуанг, који је себе прозвао Краљ Ченг, некадашњи угледни министар на двору задњег цара династије Суи, а сада издајник који је окупирао огромно пространство области Донг Ту и ту завео своју страховладу. Група храбрих револуционара предвођена добродушним авантуристом Ли Ши Мином, креће у ослобађање Кине од похлепних феудалаца, а та војска се управо запутила у Донг Ту, да порази Краља Ченга. Ченгов злогласни генерал Ванг Рен Дз, да би одбранио границе краљевства од Лијеве војске, регрутује све редом, од здравих и јаких мушкараца па до немоћних стараца и жена, како би радили на припреми одбране и постављали утврђења. Свако ко се оглуши о Вангова наређења, бива одмах убијен. Један од доведених робова упослен за иградњу утврђења је и мајстор борилачних вјештина, Чанг. Видевши Вангово нељудско поступање са робовима, Чанг претуче неколико његових људи, али је немоћан против Ванга, који га убија, а његовог сина Сјао Ху-а, тешко рањава.
Група робова помаже Сјао Ху-у да побегне и он, слаб, повређен и уморан падне у дворишту манастира Шаолин, легендарне школе борилачких вештина, где му учитељ Баи спашава живот. Учитељ је некад био обични сељак и удовац са кћеркицом, али је бежећи пред хордом Ванг Рен Дз-а, стигао у манастир Шаолин и постао прво обични монах, па онда и учитељ, а кћерку је дао свом старом рођаку, чобанину. Девојка је расла као чобаница, а од оца, којег је често гледала, научила је и да се бори. Сјао Ху остаје запрепаштен кунг фуом, те одлучи да прими будизам и постане монах како би научио кунг фу и осветио се Ванг Рен Дз-у за убиство оца. Проблем је што се он заљубљује у учитељеву кћерку, чобаницу Баи, а будизам својим верницима строго забрањује секс и остала уживања. Тако се Сјао Ху налази разапет између љубави према госпођици Баи, те жеље да се освети за очеву смрт. Сјао Ху постаје монах и узима монашко име Ђуе Јуен, одлази у освету, те се на путу удружује са револуционаром Ли Ши Мином. У задњој борби, учитељ Баи губи живот, а Ђуе Јуен коначно убија Ванга, док Ли Ши Мин убија Вангове војнике до задњег. Ђуе Јуен се зариче да ће провести остатак живота као будиста и учитељ манастира Шаолин, те се одриче љубави и посвећује будизму.